# M. Lincoln Schuster
Max Lincoln Schuster, född 2 mars 1897, död 20 december 1970, var en amerikansk bokförläggare och en av grundarna av bokförlaget Simon & Schuster.

## Biografi
Schuster föddes i en ashskenazisk-judisk familj den 2 mars 1897 i Kałusz, dåvarande Österrike-Ungern, nuvarande Ukraina. Han flyttade till Amerika vid sex veckors ålder.

### Tidiga år
Schusters första jobb var som copy boy på New York Evening World 1913.
Han studerade även vid Columbia University och var korrespondent för Boston Evening Transcript och United Press samt jobbade på olika tidskrifter.

### Simon och Schuster
Schuster träffade Richard L. Simon 1921 medan han jobbade på en branschtidning samtidigt som Simon var pianoförsäljare. De grundade Simon & Schuster tillsammans 1924 genom att investera 3000 dollar vardera.
Genom åren hade Schuster olika roller på företaget så som president, chefredaktör och styrelseordförande.

## Kända böcker som Schuster har publicerat
- Men of Art
- Men of Music
- Men of Mathematics
- How to Read a Book
- How to Raise a Dog
- How to Think Straight
- How to Torture Your Friends
- How to Play Winning Checkers
- How to Start Housekeeping
- How to Improve Your Memory
- How to Win Friends and Influence People
- A Treasury of the World's Greatest Letters, From Ancient Days to Our Own Time